# Johann Lahr
Johann „Hans“ Lahr, auch Jan Lahr (* 21. Januar 1913; † 24. Februar 1942) war ein tschechoslowakischer und deutscher Skisportler, der im Skispringen, im Skilanglauf und in der Nordischen Kombination aktiv war.

## Werdegang
Lahr war beim Wintersportverein Harrachsdorf-Neuwelt aktiv. Er startete bei den Nordischen Skiweltmeisterschaften 1935 in Vysoké Tatry im Springen und in der Kombination. Im Skisprung-Einzel erreichte er nach Sprüngen auf 54,5 und 46,5 Meter den 25. Platz. Im Einzel der Nordischen Kombination landete er auf dem sechsten Rang. Ein Jahr später startete er bei den Olympischen Winterspielen 1936 in Garmisch-Partenkirchen. Im Skispringen landete er nach einem schwachen ersten Durchgang, nachdem er noch auf Rang 37 lag, am Ende des zweiten Durchgangs auf dem 32. Platz. In der Nordischen Kombination belegte er nach Rang acht im Springen nach schwacher Laufleistung am Ende den neunten Rang. Bei den Weltmeisterschaften 1938 startete er letztmals für die Tschechoslowakei, 1939 und 1941 ging er für das Deutsche Reich an den Start.
Am 2. März 1941 stellte er auf der Bloudkova Velikanka in Planica mit 111 m einen Skiflugweltrekord, der jedoch noch am selben Tage von weiteren Springern überboten wurde.
Lahr fiel am 24. Februar 1942 im Zweiten Weltkrieg.

## Erfolge

### Schanzenrekorde
| Ort     | Land      | Weite               | aufgestellt am | Rekord bis |
| ------- | --------- | ------------------- | -------------- | ---------- |
| Planica | Slowenien | 111,0 m (HS: 140 m) | 1941           | 1941       |